# Les Cenci
Pour les articles homonymes, voir Les Cenci (Artaud).
Les Cenci (en anglais : The Cenci, A Tragedy, in Five Acts) est une pièce de théâtre de Percy Bysshe Shelley, rédigée en vers en cinq actes écrite pendant l'été 1819. Elle est inspirée d'une famille italienne réelle, la maison Cenci et en particulier, Beatrice Cenci. Shelley compose la pièce à Rome et à la Villa Valsovano près de Livourne, de mai au 5 août 1819. Le livret est publié par les éditeurs Charles et James Ollier à Londres en 1819. Une autre édition de 250 exemplaires est imprimée à Livourne le 21 août 1819 par Glauco Masi. Shelley a dit de Thomas Love Peacock qu'il les a fait imprimer lui-même en Italie car « cela coûte, avec tous les droits de douane et le transport, environ la moitié de ce qu'il en coûterait à Londres » Shelley a cherché à mettre en scène la pièce, la décrivant comme « totalement différente de tout ce que vous pourriez supposer que je devrais écrire ; d'un genre plus populaire ... écrite pour la multitude. » Shelley écrit à son éditeur Charles Ollier qu'il était confiant et que la pièce « réussira en tant que publication ». Une seconde édition paraît en 1821 qui sera sa seule œuvre à connaître une deuxième édition au cours de sa vie.
La pièce est difficilement jouable en scène à cette époque à cause de ses thèmes d'inceste et de parricide et ne sera pas jouée en public en Angleterre avant 1922 quand elle sera présentée sur scène à Londres. En 1886, la Shelley Society finance une production privée au Grand Theatre à Islington, devant un public comprenant Oscar Wilde, Robert Browning et George Bernard Shaw. Bien qu'il y ait eu beaucoup de débats autour de la jouabilité de la pièce, elle a été jouée dans plusieurs pays, comme la France, l'Allemagne, l'Italie, la Russie, la Tchécoslovaquie et les États-Unis,. Elle fait partie des Harvard Classics (en) comme l'une des pièces les plus importantes et représentatives des classiques occidentaux (canon occidental).

## Contexte
Avant de terminer son drame lyrique, Prometheus Unbound, Shelley concentre son attention, entre le 14 mai à Rome et le 8 août 1819 à Livourne, sur l’écriture de la pièce The Cenci. De façon imprévue, Shelley interrompt la composition de son drame lorsque son fils, William, est atteint d'une infection à l'estomac qui entraîne le décès du jeune garçon, le 7 juin 1819. Shelley n'a pas recommencé à écrire The Cenci avant la fin juin ou le début juillet.

## Intrigue
L’horrible tragédie qui a eu lieu en 1599 à Rome, d’une jeune femme exécutée pour le meurtre prémédité de son père tyrannique, était une histoire vraie bien connue transmise oralement et documentée dans Annali d'Italia (it), une chronique de douze volumes sur l'Histoire italienne écrite par Ludovico Antonio Muratori en 1749. Les événements se sont déroulés pendant le pontificat du Pape Clément VIII.

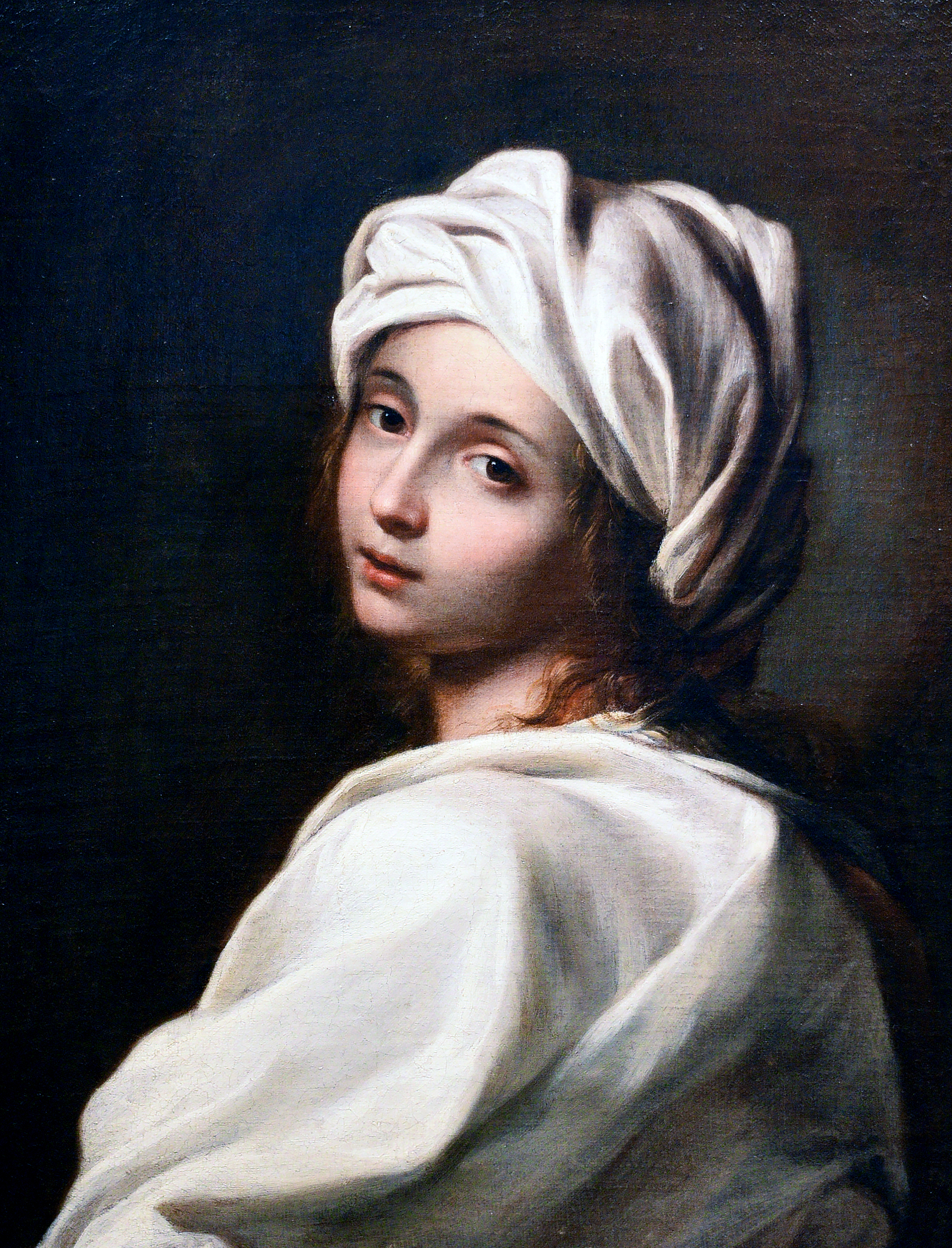
Portrait de Beatrice Cenci, attribué à Guido Reni

Shelley a d'abord été amenée à dramatiser le récit après avoir visionné le portrait de Beatrice Cenci (en) par Guido Reni, un tableau qui intriguait l'imagination poétique de Shelley.

### Acte I
La pièce commence par le cardinal Camillo qui discute avec le comte Francesco Cenci d'un meurtre dans lequel le comte Cenci est impliqué. Camillo dit à Cenci que l'affaire sera étouffée si Cenci abandonne à l'Église un tiers de ses biens, ceux situés au-delà de la porte Pincian. Le comte Cenci a envoyé deux de ses fils, Rocco et Cristofano, à Salamanque, en Espagne, dans l'espoir qu'ils mourront de faim. La fille vertueuse du comte, Béatrice, et Orsino, prélat amoureux de Béatrice, discutent de la demande faite au pape de relever la famille Cenci du règne brutal du comte. Orsino retient la pétition, se révélant de mauvaise foi, lascif pour Béatrice et gourmand. Après avoir appris la nouvelle de la mort brutale de ses fils à Salamanque, le comte organise un festin pour célébrer leur mort et ordonne à ses invités de s’amuser avec lui. Cenci boit un vin qu'il imagine comme le « sang de mes enfants » qu'il « avait soif de boire ! » Pendant le festin, Béatrice demande aux invités de protéger sa famille de son père sadique, mais les invités refusent, craignant la brutalité et les représailles de Cenci.

### Acte II
Le comte Cenci tourmente Béatrice et sa belle-mère, Lucretia, et annonce son intention de les emprisonner dans son château de Petrella. Un serviteur rend la requête de Béatrice au Pape, non ouverte, et Béatrice et Lucretia désespèrent du dernier espoir de salut du Comte. Orsino encourage le fils de Cenci, Giacomo, à s'inquiéter de l'appropriation par Cenci de la dot de sa femme, à l'assassinat de Cenci.

### Acte III
Beatrice révèle à Lucretia que le comte a commis un acte innommable à son encontre et exprime des sentiments de contamination spirituelle et physique, causés par le viol incestueux de Cenci contre sa fille. Orsino et Lucretia sont d'accord avec la suggestion de Béatrice selon laquelle le comte doit être assassiné. Après que la première tentative de patricide a échoué parce que Cenci arrive tôt, Orsino conspire avec Béatrice, Lucretia et Giacomo dans un second complot d'assassinat. Orsino propose à Marzio et Olimpio, deux serviteurs maltraités, de perpétrer le meurtre.

### Acte IV
La pièce se déplace au château de Petrella dans les Apennins des Pouilles. Olimpio et Marzio entrent dans la chambre à coucher de Cenci pour l'assassiner, mais hésitent à tuer le comte endormi et retournent chez les conspirateurs avec l'acte inaccompli. En menaçant de tuer Cenci elle-même, Beatrice fait honte aux serviteurs. Olimpio et Marzio étranglent le comte et jettent son corps hors du balcon, où il est empêtré dans un pin. Peu de temps après, Savella, légat du pape, arrive avec une accusation de meurtre et un ordre d’exécution contre Cenci. Après avoir retrouvé le cadavre du comte, le légat arrête les conspirateurs, à l'exception d'Orsino, qui s'échappe sous un déguisement.

### Acte V

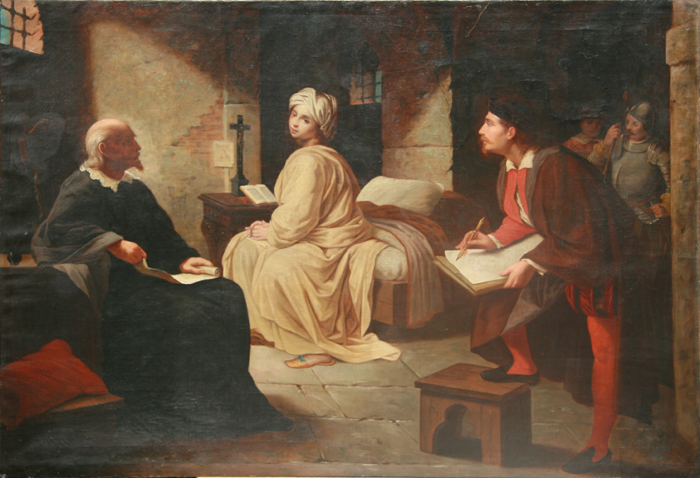
Beatrice Cenci en prison

Les suspects sont traduits en justice pour meurtre à Rome. Marzio est torturé et avoue le meurtre, dénonçant des membres de la famille de Cenci. Bien qu'ayant appris que Lucretia et Giacomo ont également avoué, Béatrice refuse de le faire, insistant fermement sur son innocence. Au procès, tous les conspirateurs sont reconnus coupables et condamnés à mort. Bernardo, un autre fils de Cenci, tente de faire un appel futile de dernière minute au pape pour avoir pitié de sa famille. Le pape aurait déclaré : « Ils doivent mourir ». La pièce se termine avec Beatrice marchant stoïquement à son exécution pour meurtre. Ses derniers mots sont : « Nous sommes tout à fait prêts. Eh bien, c'est très bien. »

## Principaux personnages
- Comte Francesco Cenci, chef de la Maison Cenci
- Beatrice, sa fille
- Lucretia, l'épouse de Francesco Cenci et belle-mère de ses enfants
- Cardinal Camillo
- Orsino, Prélat
- Savella, Légat du Pape
- Andrea, un serviteur de Francesco Cenci
- Marzio, un assassin
- Olimpio, un assassin
- Giacomo, fils de Francesco Cenci
- Bernardo, fils de Francesco Cenci

## Réception critique
En 1820, un critique littéraire de The Literary Gazette écrit que la pièce est « nuisible, odieuse et abominable ». Alfred et H. Buxton Forman (en), de leurs côtés, saluent The Cenci comme un chef-d'œuvre tragique, élevant Shelley au rang des Sophocle, Euripide et William Shakespeare. Leigh Hunt, à qui la pièce est dédiée, est ébahi « par la grande douceur de la nature et l'enthousiasme du bien de Shelley ».
Son épouse Mary Shelley dans sa note sur la pièce écrit que « l'approbation universel désignera The Cenci comme la meilleure tragédie des temps modernes ». Elle dit de l'acte V : « Le cinquième acte est un chef-d'œuvre. C'est la plus fine chose qu'il ait jamais écrite et il peut revendiquer une comparaison fière non seulement avec n'importe quel poète contemporain, mais aussi antérieur ». Elle a noté que « Shelley souhaitait que le Cenci soit interprété », son travail étant censé « dépasser l'excellence », être une pièce de théâtre et non un « drame caché ». Shelley a cherché en vain à faire jouer la pièce à Covent Garden.
Lord Byron écrit sa critique de la pièce dans une lettre à Shelley : « J'ai lu Cenci - mais, à part cela, le sujet n'est pas dramatique, je ne suis pas un grand admirateur de nos vieux dramaturges en tant que modèles. Je nie que les Anglais aient jusqu'à présent eu un drame. Cenci, cependant, était une œuvre de pouvoir et de poésie ». Byron dit à Thomas Medwin dans une conversation : The Cenci est peut-être la meilleure tragédie des temps modernes à avoir été produite.
William Wordsworth aurait dit que la pièce est la plus grande tragédie de l'époque.
Après avoir vu jouer la pièce en 1886, George Bernard Shaw dit que « Shelley et Shakespeare sont les seuls dramatistes à avoir distiller le désespoir avec une telle qualité ». Les sujets-tabou de l'inceste, le patricide et le parricide, aussi bien que la description négative de l'Église catholique empêcheront longtemps le passage devant un public sur scène de The Cenci en Angleterre jusqu'en 1922.

## Adaptation d'Antonin Artaud
Le français Antonin Artaud fait une adaptation nommée Les Cenci en 1935, jouée dans des décors et des costumes de Balthus, au théâtre des Folies-Wagram sur une musique de Roger Désormière.
Son utilisation du surréalisme dans la mise en scène et faute de moyens financiers, la pièce est retirée de l'affiche après 17 représentations. Artaud a utilisé des images très graphiques et dérangeantes destinées à libérer le public de son état d'esprit habituel, en particulier pendant la scène du meurtre, où le personnage principal, le comte Cenci (le rôle joué par Artaud), est assassiné par ses deux serviteurs. Ces images étaient supposées libérer ce qu'Artaud appelait le "sauvage sous la peau", objectif qu'Artaud avait visé dans nombre de ses productions. La musique de Désormières est constitué de sons enregistrés du bourdon de la Cathédrale Notre-Dame d'Amiens qui retentissent aux quatre coins de la salle, hors contexte, juste pour leur impact sonore, on trouve ensuite un déchaînements d'ondes Martenot, de bruiteurs, de haut-parleurs, des clameurs de la tempête… des écrous, des limes crissent pour la dernière scène des Cenci, celle de la prison, dont Antonin Artaud voulait qu'elle « dégage le bruit d'une usine en plein mouvement ».
La critique est partagée et l'article élogieux de Pierre Jean Jouve dans la NRF arrivera trop tard. Artaud considère cela comme un « demi ratage » : « La conception était bonne, écrit-il à Jean Paulhan. J'ai été trahi par la réalisation. »

## Adaptations à l'opéra
En 1949, le compositeur allemand Berthold Goldschmidt compose un opéra en trois actes basé sur la pièce de Shelley intitulé Beatrice Cenci avec un livret de Martin Esslin « d'après la pièce en vers de Shelley The Cenci ». L'opéra remporte le premier prix du Festival of Britain en 1951. L'opéra est joué pour la première fois en 1988. La première représentation au Royaume-Uni de Beatrice Cenci a eu lieu du 9 au 11 juillet 1998 au Trinity College of Music.
En 1951, le compositeur classique britannique Havergal Brian écrit un opéra basé sur la pièce de Shelley titré The Cenci, un opéra en huit actes. La première a lieu en 1997 à Londres et elle est jouée par le Millennium Sinfonia dirigé par James Kelleher.
En 1971, la première de Beatrix Cenci (en), un opéra en deux actes par l'argentin Alberto Ginastera dont le livret écrit en espagnol est co-composé avec le compositeur argentin William Shand.

## Représentation deLes Cencide Shelley
- (1886) Grand Theatre, Islington, Londres, Royaume-Uni (production privée)
- (1891) Paris, France
- (1919) Moscou, Russie
- (1920) Moscou, Russie
- (1922) Prague, Tchécoslovaquie
- (1922) New Theatre, Londres, Royaume-Uni
- (1926) Londres, Royaume-Uni
- (1933) Armenian Cultural Society of Los Angeles, Californie (en Arménien)
- (1935) People's Theatre (en) Newcastle, Royaume-Uni
- (1936) Université Yale
- (1940) Bellingham, Washington
- (1947) Equity Library Theatre (en), New York
- (1947) BBC production radio
- (1948) BBC production radio
- (1948) Université de Princeton
- (1949) Mount Holyoke College
- (1950) Walt Whitman School
- (1950) Université de l'Utah
- (1953) Company of the Swan, Londres, Royaume-Uni
- (1953) Oxford, Royaume-Uni
- (1970) La MaMa Experimental Theatre Club, New York[15]
- (1975) Emerson College, Boston, Massachusetts
- (1985) Almeida Theatre, Londres, Royaume-Uni
- (1991) Lyric Studio, Londres, Royaume-Uni
- (1992) Red Heel Theatre at Studio 5, Walnut Street Theatre, Philadelphie
- (1995) Spotlighter's Theatre, Baltimore, Maryland
- (1995) Elmhurst College (en), Elmhurst, Illinois
- (1997) North Pole Theatre, Greenwich, Londres, Royaume-Uni
- (1997) The Swinish Multitude (avec le London University Theatre Company), Westminster, Londres, Royaume-Uni
- (1997) El Teatro Campesino (en), San Juan Bautista, Californie
- (2001) People's Theatre, Newcastle upon Tyne, Royaume-Uni
- (2003) Hayman Theatre, Perth, Australie Occidentale
- (2005) The Lizard Loft and Cruel Theatre, Honolulu, Hawaii
- (2008) Université de Guelph, Ontario, Canada
- (2008) Vassar College, New York
- (2008) Red Bull Theater, Theatre at St. Clement's, New York
- (2008) Shakespeare Performance Troupe, Bryn Mawr College, Pennsylvanie
- (2009) Mestno gledališče ljubljansko, Ljubljana, Slovénie (en slovène)
- (2010) East Los Angeles College (en), Monterey Park, Californie
- (2011) Beijing Fringe Festival (en chinois)

## Autres œuvres sur le même thème
D'autres œuvres s'appellent Les Cenci comme une nouvelle de Stendhal de 1837 et un essai de 1840 sur l'histoire vraie de Alexandre Dumas dans le volume 1 de sa série Crimes célèbres.